# Achirus
Genre
Achirus est un genre de poissons pleuronectiformes de la famille des Achiridae.

## Liste d'espèces
Selon ITIS:
- Achirus achirus (Linnaeus, 1758) - Sole sombre
- Achirus declivis (Chabanaud, 1940)
- Achirus klunzingeri (Steindachner, 1880) - Sole garde-bouée
- Achirus lineatus (Linnaeus, 1758) - Sole américaine
- Achirus mazatlanus (Steindachner, 1869) - Sole de Mazatlan
- Achirus novoae Cervigón, 1982
- Achirus scutum (Günther, 1862) - Sole trémail
- Achirus zebrinus Clark, 1936